# Meizu 17
Meizu 17 та Meizu 17 Pro — флагманські смартфони, розроблені компанією Meizu. Презентовані 8 травня, надійшли у продаж 11 травня 2020 року. Це перші 5G смартфони компанії. Смартфони візуально практично не відрізняються і відрізняються лише задніми панелями (у Meizu 17 Pro керамічна), набором задніх камер і наявністю безпровідної зарядки у дорожчої моделі.

## Дизайн
Задня панель та екран виконані зі скла. У версії Pro — задня панель із кераміки.
Телефони продаються в 3 кольорах: Green, Gray, Aurora White (Meizu 17) і Mint, Black, White (Meizu 17 Pro).

## Технічні характеристики

### Платформа
Смартфон отримав процесор SoC Snapdragon 865 5G та графічний процесор GPU Adreno 650.

### Батарея
Батарея отримала об'єм 4500 мА·год, підтримку швидкої зарядки на 30 Вт (45 % за пів-години) та швидку бездротову зарядку mCharge 27 Вт Super Wireless (47 % за 30 хв, лише в Pro-версії). Підтримується інтелектуальна зарядка в нічний час і зворотня зарядка. Їх можна використовувати для гарнітур Bluetooth і годинників.

### Камера
Смартфони отримали однакову основну камеру 64 Мп (1/1,72″, 0,8 мкм), F/1,8, 26 мм (ширококутний), PDAF, OIS, сенсор Sony IMX686 і різні додаткові, всього 4 камери з тилу і одна фронтальна на 20 Мп (0,8 мкм), F/2,2. Тилові відрізняються, Meizu 17:
- 12 Мп (1/2.55″, 1,4 мкм), F/1,9, 24 мм (ширококутний), PDAF
- 8 Мп (1/4.0″, 1,12 мкм), F/2,2, 16 мм, 118° (надширококутний)
- 5 Мп, F/1,9, (макро)

Meizu 17 Pro:
- 8 Мп (1,0 мкм), F/2,4, 79 мм (телефото), PDAF
- 32 Мп (1/2.8″, 0,8 мкм), F/2,2, 15 мм, 129° (надширококутний)
- 0,3 Мп, TOF 3D, F/1,4, (оцінка глибини сцени)

### Екран
Екран Super AMOLED, 6.6", 2340 × 1080 (FullHD+) зі співвідношенням сторін 19.5:9 і яскравістю 700 кд/м2, екран займає 92,2% площі передньої панелі.
Екран підтримує частоту оновлення зображення 90 Гц і розширений динамічний діапазон HDR10+. Під дисплей вбудований сканер відбитків пальців Super mTouch із швидкістю розблокування 0,15 с.

### Пам'ять
Смартфон продавався в таких комплектаціях:
- Meizu 17 (LPDDR4X): 8/128 ГБ — $525, 8/256 ГБ — $565
- Meizu 17 Pro (LPDDR5): 8/128 ГБ — $605, 12/256 ГБ — $665.[1]

Крім того були ще дві спецверсії.

### Програмне забезпечення
Смартфони були випущені на Flyme 8.1, що базувалася на Android 10. Були оновлені до Flyme 10.5 на базі Android 13.

## Спеціальні версії

### Версія Meizu 17 Pro Kiln Art Collector's Edition
25 травня 2020 року компанія випустила спеціальну версію Meizu 17 Pro Kiln Art Collector's Edition.
Дизайн смартфона розробили у співпраці із з відомим китайським виробником кераміки Hsiao Fang. На задній керамічній панелі апарату розмістили автограф дизайнера. У комплект входить справжня піала для чаю. З часом колір панелі буде змінюватися, як і колір кераміки, буде проявлятися коричневий колір (апарат має білий з небесно-блакитним відливом колір).
Буде доступна лише одна конфігурація — 12 ГБ оперативної та 256 ГБ флеш-пам'яті. Вартість складе 1400 доларів, це більше, ніж iPhone 11 Pro Max на китайському ринку із ціною у 1344 доларів.

### Версія Meizu 17 Aircraft Carrier
Вийшла 27 травня за $605.